# Murat Boz

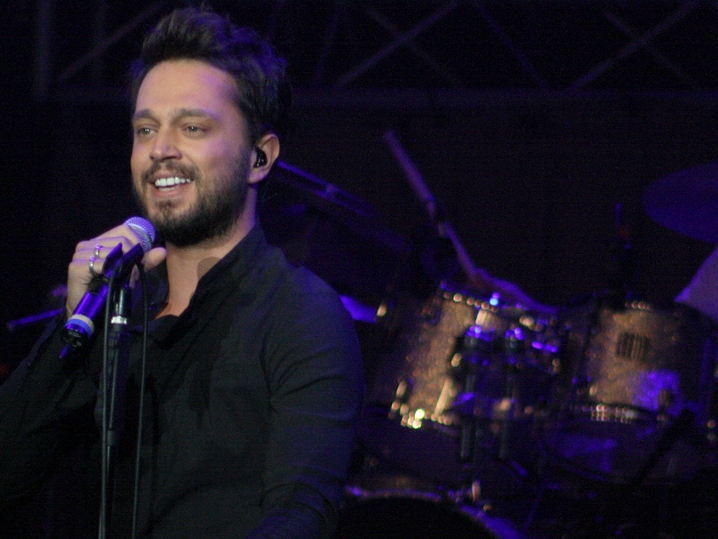
Murat Boz (2011)

Murat Boz (* 7. März 1980 in Ereğli, Provinz Zonguldak) ist ein türkischer Musiker, Songwriter und Schauspieler.

## Leben und Karriere
Murat Boz wurde am Schwarzen Meer geboren und besuchte in Zonguldak die Schule.
Danach besuchte er von 1995 bis 1996 eine Schule für schöne Künste (in Türkisch: Güzel Sanatlar Lisesi) in Istanbul. Zu dieser Zeit hatte er schon Auftritte als Sänger. 1998 gewann er einen Gesangswettbewerb der Tageszeitung Milliyet, 1999 graduierte er schließlich als Jazzsänger. Anschließend setzte Boz im Jahr 2003 seine Ausbildung am Konservatorium der Technischen Universität Istanbul fort. Zu der Zeit war er auch Backgroundsänger von Tarkan.
Auf der Bühne wie für Musikalben begleitete Boz gesanglich zudem weitere Künstler wie Shakira, Nilüfer, Nazan Öncel, Burcu Güneş, Hande Yener, Nil Karaibrahimgil, Zeynep Dizdar oder Grup Hepsi. Er sang auch in Werbespots von Unternehmen wie McDonald’s, Cola Turka und Yedigün.
Außerdem war er ein Jurymitglied der türkischen Castingshow für Kinder O Ses Çocuklar. Zudem ist er Jurymitglied der Hauptshow O Ses Türkiye (außer Staffel vier), der türkischen Version von The Voice.
In seiner bisherigen Musiklaufbahn machte er mit zahlreichen Hits wie Özledim, Geri Dönüş Olsa, İltimas, Janti oder Adını Bilen Yazsın auf sich aufmerksam.

## Diskografie

### Alben
- 2007: Maximum
- 2009: Şans
- 2011: Aşklarım Büyük Benden
- 2016: Janti
- 2024: 3

### EPs
- 2008: Uçurum

### Remix-Alben
- 2012: Dance Mix

### Soundtracks
- 2022: Zeytin Ağacı

### Singles
| - 2006: Aşkı Bulamam Ben - 2007: Maximum - 2007: Püf (produziert von Tarkan) - 2008: Uçurum - 2008: Ben Aslında - 2009: Para Yok - 2009: Özledim - 2009: Her Şeyi Yak - 2009: Sallana Sallana - 2009: Gümbür Gümbür - 2010: İki Medeni İnsan (mit Soner Sarıkabadayı) - 2010: Buralardan Giderim - 2010: Hayat Sana Güzel - 2011: Hayat Öpücüğü - 2011: Aşklarım Büyük Benden - 2011: Yazmışsa Bozmak Olmaz (mit Ozan Doğulu) - 2011: Geri Dönüş Olsa - 2011: Kalamam Arkadaş - 2012: Bulmaca - 2012: Soyadımsın - 2012: Olmuyor (mit Oğuz Berkay Fidan) - 2013: İlk Anda (mit Erdem Kınay) - 2013: Vazgeçmem - 2014: Elmanın Yarısı - 2014: İltimas (mit Gülşen) | - 2015: Güneye Giderken (mit Burak Özçivit & Aslı Enver) - 2015: A Be Kaynana - 2016: İyi Ki Doğdun - 2016: Dönerse Senindir - 2016: Janti - 2016: Adını Bilen Yazsın - 2016: Gün Ağardı (mit Ebru Gündeş) - 2017: Yana Döne - 2018: Hey (mit Ozan Doğulu) - 2018: Geç Olmadan - 2019: Öldür Beni Sevgilim - 2019: Leylim Ley (mit Ferat Üngür) - 2019: Aşk Bu - 2020: Can Kenarım - 2020: Kalben - 2020: Gece - 2021: Sevgilim - 2022: Sonsuza Dek (mit Ebru Gündeş) - 2022: Harbi Güzel - 2023: Derin Mevzular - 2023: Gözdeki Maviye - 2023: Çıktın Oyundan (mit Çağrı Telkıvıran) - 2023: Aşkın Darağacı - 2024: Çok Sevdik - 2025: Yapar Mısın? (mit Poizi) |

Quelle:

### Gastauftritte
- 2000: Gel Ey Seher (mit Grup Rapsodi)
- 2004: Bronzlaşmak (von Nil Karaibrahimgil – im Musikvideo)
- 2005: İlle de Sen (von Zeynep Dizdar – Hintergrundstimme)
- 2006: Sen Nasıl Istersen (von Zeynep Mansur – Hintergrundstimme)
- 2006: Doğuştan Böyleyiz (von Burcu Güneş – Hintergrundstimme)
- 2006: Yalan (von Hepsi – Hintergrundstimme)
- 2006: Start the Fire (von Tarkan – im Musikvideo)
- 2006: Amazon (von Ajda Pekkan – im Musikvideo)
- 2008: Kasaba (von Murat Dalkılıç – im Musikvideo)

## Filmografie

### Filme
- 2014: Hadi İnsallah
- 2015: Kardeşim Benim
- 2016: Dönerse Senindir
- 2017: Kardeşim Benim 2
- 2019: Öldür Beni Sevgilim
- 2023: Rüyanda Görürsün

### Serien
- 2007: Hepsi 1
- 2007: Avrupa Yakası
- 2018/19: Jet Sosyete
- 2022: Zeytin Ağacı

## Auszeichnungen
- 2007: Kral Türkiye Müzik Award in der Kategorie Bester Newcomer
- 2007: Altın Kelebek Award in der Kategorie Bester Newcomer
- 2012: Altın Kelebek Award in der Kategorie Bester Pop-Sänger
- 2014: Altın Kelebek Award in der Kategorie Bester Pop-Sänger
- 2016: Altın Kelebek Award in der Kategorie Bester Pop-Sänger